# Blixa Bargeld
Blixa Bargeld (Født Christian Emmerich 12. januar 1959 i Vestberlin, Tyskland) er en komponist, forfatter, skuespiller, sanger, musiker, performer og foredragsholder indenfor flere kunstneriske felter. Han er bedst kendt for studiearbejde og turnéer med grupperne Einstürzende Neubauten og Nick Cave and the Bad Seeds.

## Solo diskografi
- 1995 "Commissioned Music"
- 1996 "Die Sonne" (med Gudrun Gut)
- 2000 "Recycled" (Soundtrack komponeret af Blixa Bargeld, arrangeret og dirigeret af Tim Isfort og fremført af hans orkester)
- 2001 "Elementarteilchen*2006 "Blixa Bargeld liest Bertolt Brecht Erotische Gedichte" indtalt oplæsning på tysk af Bertolt Brecht's erotiske digte

## Andre indspilninger
- 1993 "Radio Inferno"

## Filmografi
- Recycled
- Mumien (han lavede mumiens karakteristiske lyd [1])
- Die Totale Therapie
- Die Terroristen!
- Wings of Desire (som sig selv, under en forestilling med Nick Cave and the Bad Seeds)
- Nihil oder Alle Zeit der Welt
- Dandy (1987, directed by Peter Sempel)
- Kalt wie Eis
- Liebeslieder (1995)
- Palast der Republik (2004)
- Halber Mensch (2005)
- On Tour with Neubauten.org (2006)
- Listen With Pain (2006)
- Blixa Bargeld: Rede / Speech DVD (2006)